# The Screaming of the Valkyries
The Screaming of the Valkyries è il quattordicesimo album in studio del gruppo musicale britannico Cradle of Filth, pubblicato il 21 marzo 2025 dalla Napalm Records.

## Il disco
L'album non si presenta come un vero e proprio concept, in quanto all'apparenza non vi è alcun riferimento esplicito alle valchirie del titolo, se non nell'ultima traccia When Misery Was a Stranger. Dal punto di vista musicale non si discosta molto dalle sonorità dei precedenti tre album Hammer of the Witches, Cryptoriana - The Seductiveness of Decay e Existence Is Futile.

## Copertina
La copertina invece, ad opera di Roberto Diaz, si ricollega al titolo e mostra un ritratto in stile vagamente romantico di una valchiria, con il corpo e il volto orrendamente deformati che assumono fattezze mostruose, caratteristiche per cui è noto l'artista.

## Tracce
1. To Live Deliciously – 5:32
2. Demagoguery – 6:16
3. The Trinity of Shadows – 6:22
4. Non Omnis Moriar – 5:05
5. White Hellebore – 5:04
6. You Are My Nautilus – 7:39
7. Malignant Perfection – 6:45
8. Ex Sanguine Draculae – 7:09
9. When Misery Was a Stranger – 6:21

## Formazione
Gruppo
- Dani Filth – voce
- Marek "Ashok" Šmerda – chitarra
- Donny Burbage – chitarra
- Daniel Firth – basso
- Martin "Marthus" Škaroupka – batteria, tastiere, orchestrazione
- Zoe Marie Federoff – tastiere, voce addizionale

Personale aggiuntivo
- Sam Wale – tastiere, sintetizzatore, programmatore